# Ол (коммуна)
Ол (норв. Ål) — коммуна в губернии Бускеруд в Норвегии. Административный центр коммуны — город Ол. Официальный язык коммуны — нюнорск. Население коммуны на 2007 год составляло 4686 чел. Площадь коммуны Ол — 1171,29 км², код-идентификатор — 0619.

## История населения коммуны
Население коммуны за последние 60 лет.

Статистика коммуны Ол